# 은행털이범과 어머니
《은행털이범과 어머니》(일본어: 揮發性の女)는 2004년 개봉한 일본의 로맨스, 스릴러, 에로 영화이다.

## 줄거리
시골마을에서 혼자서 외롭게 주유소를 운영하고 있는 미망인 에츠코에게 어느 날 젊은 남자가 나타나 칼을 들이대며 현금을 빼앗아 달아나버린다. 에츠코는 경찰에 신고하려다 피해가 크지 않고 귀찮은 생각에 그것도 그만둬 버린다. 그날 저녁, 낮에 주유소에 나타났던 젊은 남자 리이치가 돌아와 에츠코를 감금하고 강제로 방으로 들어와 멋대로 저녁까지 먹고 있을 때 마침 TV에서 나오는 신용금고 강도사건 뉴스를 통해 에츠코는 범인이 리이치라는 사실을 알게 된다. 신고를 두려워한 리이치에게 손발이 묶인 에츠코는 기회를 틈타 리이치의 칼로 줄을 자르고 탈출, 형세를 역전시키고 그 와중에 반항하던 리이치는 에츠코의 어설픈 칼 공격에 약간의 상처를 입는다. 하지만 에츠코는 부상을 당한 리이치를 돌보면서도 경찰에는 신고하지 않는다. 그날 밤, 에츠코는 죽은 남편의 양복을 리이치에게 빌려준다. 덩치가 비슷하고 연하인 리이치에게 남자를 느끼기 시작하는 에츠코는 화장을 하기 시작한다. 또한 에츠코는 주유하러 온 불량스러운 여자 사토미에게 리이치가 친절하게 대하자 질투심을 느낀다. 에츠코의 마음에 점점 관능의 불이 붙게 되자 마침내 에츠코는 리이치를 유혹한다. 강도와 인질의 어설픈 관계가 점차 남녀 관계로 변하는데.

## 출연진
- 이시이 미츠코 - 에츠코 역
- 오모리 히로시
- 사와다 슌스케
- 호시코 마이 - 사토미 역